# Epitome Parisina
Die Epitome Parisina (Beiname: Scintilla = glimmende Glut) ist durch eine einzige überlieferte Handschrift aus der Mitte oder zweiten Hälfte des 9. Jahrhunderts bekannt. Bei den Auszügen handelt sich um eine Kurzfassung der Lex Romana Visigothorum, des sogenannten Breviars. Man geht davon aus, dass die Handschrift aus Burgund stammt. Verwahrt wurde sie einst in einem Kloster in Blois (Kloster Launomar), heute wird sie in Paris aufbewahrt.
Das Werklein begann in ostentativer Form mit der Gesetzgebung der lex Salica, die bedeutender Bestandteil der germanischen Stammesrechte war, nebst karolingischen Kapitularien, was für Detlef Liebs mit weiteren Rechtshistorikern den Schluss nahelegt, dass die Handschrift an der Loire entstanden sein dürfte. Möglicherweise wurde die Epitome von einem rechtsgelehrten Kleriker gefertigt, wovon Gustav Hänel ausging. Dem spezifisch römisch-rechtlichen Teil der Abhandlung (Themen waren lückenhaft) folgen Themen zur bischöflichen Gerichtsbarkeit, zum Personen- und Freilassungsrecht, den (lieblosen) Testamenten und Schenkungen, der Geschlechtervormundschaft, Ämterpatronage und den Appellationsfragen der Bischöfe vor weltlichen Gerichten und Fragen zum Ehebruch. Dem folgt – teils untereinander verwoben – Auszüge aus der lex Burgundionum, nachklassische Rechtsmaterien. Auf die wiederum folgen weitere Kapitularien und traditionelle fränkische Rechtsauffassungen der lex Ripuaria sowie die lex Alamannorum, die das Alltagsleben und die Rechtskultur im alemannisch-schwäbischen Raum abbildete. Germanisch beeinflusst waren Themen der einjährigen Besitzschutzklage und verschiedene Interpretationen. Vieles wurde dabei allerdings missverstanden. Ebenso wie die Epitome monachi diente das Werklein keinen Unterrichtszwecken, sondern sollte als selbständige Schreibtischarbeit der Interpretation des Breviars dienen.
Die Epitome wurde von den kaiserlichen Juristen 838 n. Chr. in Aachen mehrfach zitiert, was sie neben der Epitome Aegidii und der Epitome monachi zu einer huldvollen Arbeit machte, auch für die Praxis des bischöflichen Gerichts.